# Otacilia vulpes
Otacilia vulpes là một loài nhện trong họ Phrurolithidae.
Loài này thuộc chi Otacilia. Otacilia vulpes được miêu tả năm 2001 bởi Kamura.